# Ulf Andersson
Ulf Andersson (* 27. Juni 1951 in Västerås) ist ein schwedischer Schach-Großmeister.

## Leben

### Einzelerfolge

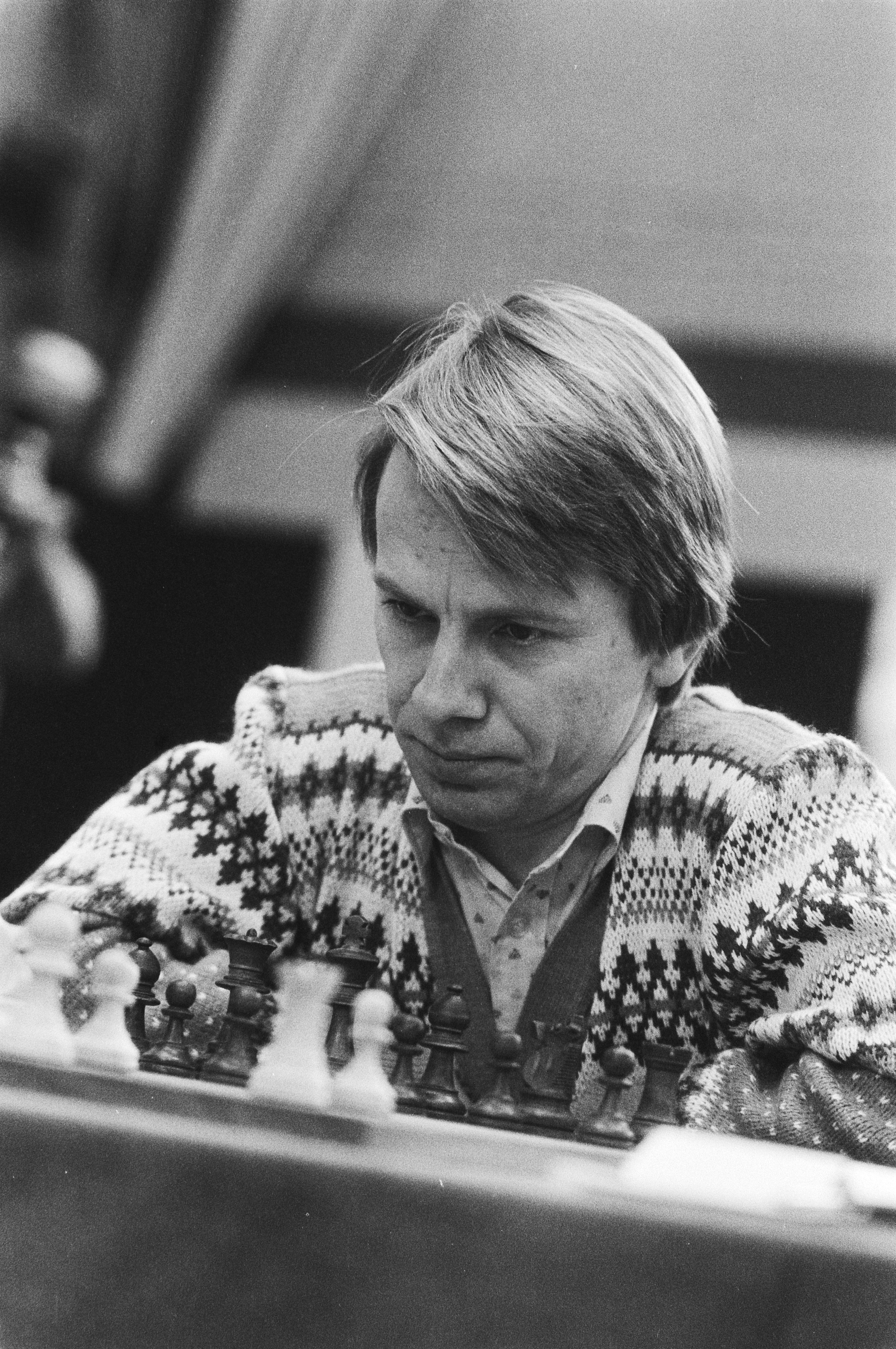
Ulf Andersson, 1983

Im Jahre 1969 wurde Andersson schwedischer Einzelmeister. 1970 wurde er Internationaler Meister, 1972 Großmeister. Es gelang ihm dreimal in Folge, das Traditionsturnier von Hastings zu gewinnen: 1978, 1979 und 1980. Seine größten Erfolge hatte er in den 1980er-Jahren, als er sechsmal in die Top Ten der FIDE-Weltrangliste vorstieß (seine höchste Elo-Zahl war damals 2640). Zu seinen Turniererfolgen zählen die Siege in Dortmund 1978, London 1980 und 1982 sowie Turin 1982 und Reggio nell’Emilia 1986.
Im Jahre 1984 spielte er in London am 1. Brett der Weltauswahl im Wettkampf UdSSR gegen den Rest der Welt. Dabei unterlag er dem damaligen Weltmeister Anatoli Karpow knapp (+0 =3 −1).
In den 1990er Jahren entdeckte Andersson das Fernschach für sich. Er nahm 1994 an einem Fernturnier zum 50-jährigen Jubiläum des Norwegischen Fernschachverbandes teil und erwies sich hier allen Fernschachexperten als überlegen: mit 11,5/14 wurde er alleiniger Sieger. Die ICCF verlieh ihm daraufhin den Titel eines Fernschachgroßmeisters. Andersson spielte noch einige weitere erfolgreiche Fernturniere in den 1990er Jahren, wonach seine Fernschach-Elozahl die Rekordmarke von 2805 erreichte. Mit Stand 15. November 2008 liegt er auf Platz 2 der Fernschach-Weltrangliste mit einer Elo-Zahl von 2737.
1996 stellte er einen Rekord im Simultanschach auf: Er spielte innerhalb von 15 Stunden, 23 Minuten 310 Partien, von denen er 268 gewann, 40 remis spielte und nur zwei verlor.
Andersson, der sich vom Fernschach etwas zurückgezogen hat, spielt in den letzten Jahren mit großer Leidenschaft Blitz- und Bulletpartien im ICC. Er gilt mit über 75.000 (Stand: Dezember 2005) gespielten Partien als einer der spielfreudigsten Großmeister dort.
Er ist für seinen positionell soliden Stil bekannt und gilt insbesondere im Endspiel als sehr stark. Er wird außerdem als Pionier und Experte der Igelstellung angesehen.
Er lag 1983 das gesamte Jahr über auf Platz vier der FIDE-Weltrangliste.

### Partiebeispiel
|   | a | b | c | d | e | f | g | h |   |
| 8 |   |   |   |   |   |   |   |   | 8 |
| 7 |   |   |   |   |   |   |   |   | 7 |
| 6 |   |   |   |   |   |   |   |   | 6 |
| 5 |   |   |   |   |   |   |   |   | 5 |
| 4 |   |   |   |   |   |   |   |   | 4 |
| 3 |   |   |   |   |   |   |   |   | 3 |
| 2 |   |   |   |   |   |   |   |   | 2 |
| 1 |   |   |   |   |   |   |   |   | 1 |
|   | a | b | c | d | e | f | g | h |   |

In der nachfolgenden Partie besiegte Andersson mit den schwarzen Steinen im Turnier von Mailand 1975 den neuen Weltmeister Karpow.
Karpow–Andersson 0:1
Mailand, 28. August 1975
Sizilianische Verteidigung, B44
1. e4 c5 2. Sf3 e6 3. d4 cxd4 4. Sxd4 Sc6 5. Sb5 d6 6. c4 Sf6 7. S1c3 a6 8. Sa3 Le7 9. Le2 0–0 10. 0–0 b6 11. Le3 Lb7 12. Tc1 Te8 13. Db3 Sd7 14. Tfd1 Tc8 15. Td2 Dc7 16. Dd1 Db8 17. f3 La8 18. Df1 Sce5 19. Sab1 Sf6 20. Kh1 h6 21. Tdd1 Lf8 22. Sd2 Tcd8 23. Df2 Sed7 24. a3 d5 25. cxd5 exd5 26. exd5 Ld6 27. Sf1 Txe3 28. Sxe3 Lxh2 29. Sf1 Lf4 30. Tc2 b5 31. Ld3 Sb6 32. Le4 Sc4 33. a4 Te8 34. axb5 axb5 35. Te2 Le5 36. Dc5 Sd6 37. Sa2 Sdxe4 38. fxe4 Ld6 39. Dc2 Te5 40. g3 De8 41. Tde1 Lb7 42. Kg1 Sh7 43. Sc1 Sg5 44. Sd2 Lb4 45. Kf2 Lxd2 46. Txd2 Sxe4+ 47. Txe4 Txe4 48. Se2 Lc8 49. Sc3 Te1 50. Se2 Ta1 51. Td4 Dd8 52. Dc6 Ld7 53. Dd6 De8 54. Df4 Dc8 55. b4 Lh3 56. De4 Lf5 57. De3 Dc2 58. g4 Ld7 59. De4 Db3 60. Dd3 Db2 61. De4 Ta8 62. De3 Ta2 63. d6 Ta8 64. Te4 Lc6 65. Dd4 Db1 66. Te7 Dh1 67. Df4 Dg2+ 68. Ke1 Ta1+ 69. Kd2 Dd5+ 70. Dd4 Ta2+ 71. Kc3 Df3+ 72. Te3 Ta3+ 73. Kd2 Ta2+ 74. Ke1 Dh1+ 75. Kf2 Dg2+ 76. Ke1 Dh1+ 77. Kf2 Ta1 78. Tc3 Dg2+ 79. Ke3 Df3+ 0:1

### Mannschaftsschach

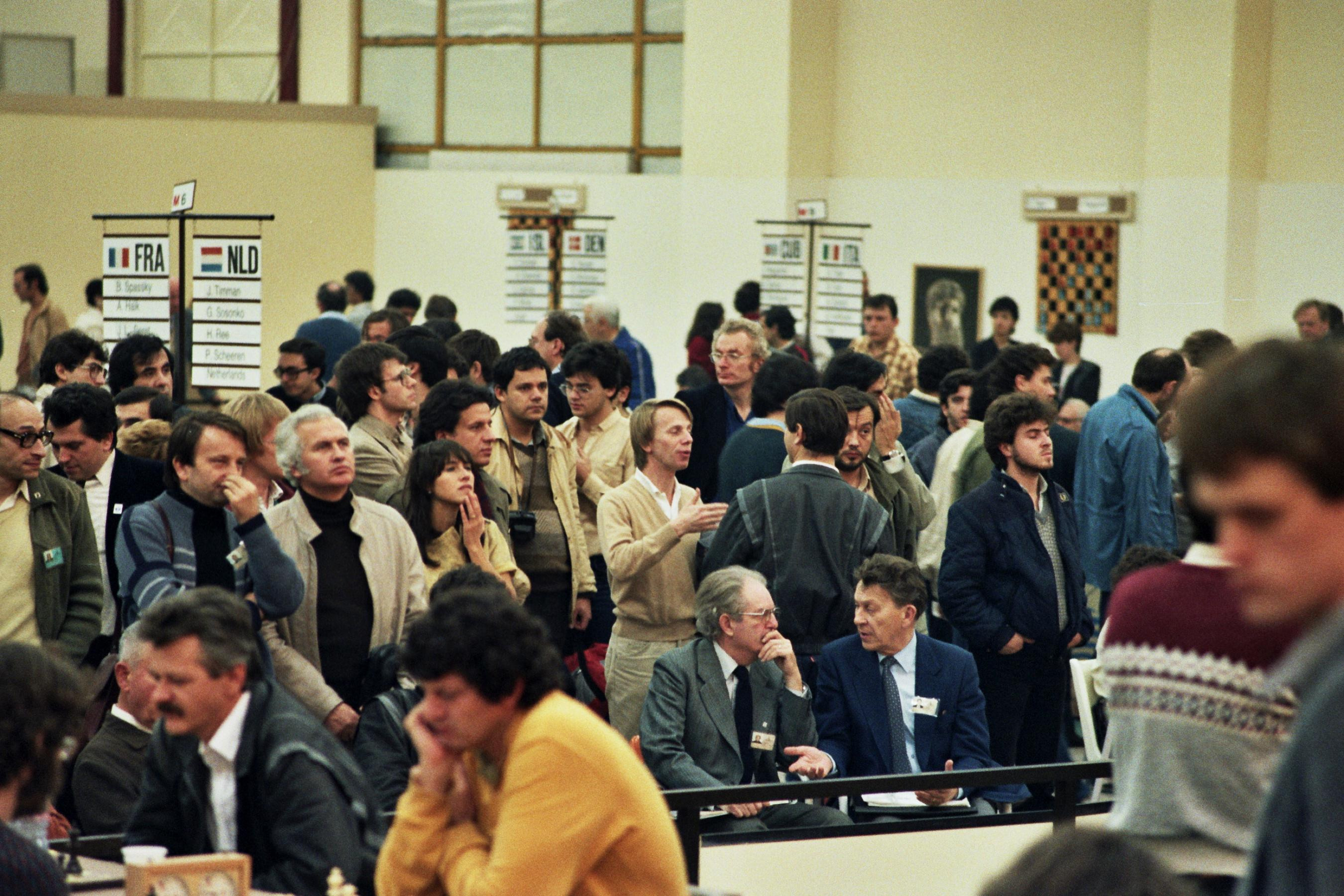
Ulf Andersson während der elften Runde der Schacholympiade 1984 in Thessaloniki (Bildmitte stehend)

#### Nationalmannschaft
Andersson nahm mit der schwedischen Nationalmannschaft zwischen 1970 und 2004 an 16 Schacholympiaden teil, außer bei der Schacholympiade 2004 spielte er immer am Spitzenbrett. Bei der Schacholympiade 1978 erreichte er das drittbeste Einzelergebnis am ersten Brett. Andersson nahm an den Mannschaftseuropameisterschaften 1980, 1992, 1997, 2001 und 2005 teil und erreichte 1980 in Skara das zweitbeste Einzelergebnis am ersten Brett.

#### Vereinsschach
Bis 2007 spielte Andersson beim SK Rockaden Stockholm, mit dem er 1995, 1996, 1997, 1998, 2001, 2004 und 2005 schwedischer Mannschaftsmeister wurde. Zwischen 2007 und 2014 spielte er für die Alingsås SS, von 2015 bis 2018 für die Mannschaft von Malmö AS, mit der er 2018 Meister wurde.
In der deutschen Schachbundesliga spielte Andersson von 1998 bis 2007 bei der SG Porz, mit der er 1999, 2000 und 2004 deutscher Mannschaftsmeister wurde. Anschließend spielte er zunächst für den Düsseldorfer Verein Schachfreunde Gerresheim 86, seit der Saison 2013/14 spielt er für den Düsseldorfer SK 1914/25, unter anderem in der Saison 2018/19 in der 1. Bundesliga. In Frankreich wurde Andersson 2002 mit C. M. E. C. Monaco Mannschaftsmeister, in der britischen Four Nations Chess League spielte er in der Saison 2005/06 für die Hilsmark Kingfisher. Am European Club Cup nahm er 1991/92 mit Lyon Olympique Échecs, 1994 bis 1997 sowie 2001 und 2002 mit dem SK Rockaden Stockholm und 2006 mit der Mannschaft der Hilsmark Kingfisher teil.